# Boom (uitgeverij)
Koninklijke Boom uitgevers is een Nederlandse uitgeverij, opgericht in 1841 te Meppel. De groep bestaat uit Boom uitgevers Amsterdam, Boom uitgevers Den Haag, Boom beroepsonderwijs, Boom voortgezet onderwijs en Uitgeverij De Tijdstroom/Lemion. 
Uitgeverij Boom is lid van het Nederlands Uitgeversverbond, en  van de GAU (Groep Algemene Uitgevers), de UVW (Groep Uitgevers voor Vak en Wetenschap (UVW dubbel) en de GEU (Groep Educatieve Uitgeverijen).

## Geschiedenis
In 1841 kocht apotheker J.A. Boom een drukkerij en begon met het uitgeven van de Meppeler Courant. Het bedrijf hield zich bezig met het uitgeven van kranten. Na de Tweede Wereldoorlog werd ook een boekentak gestart. Sinds 1966 voert het bedrijf het predicaat Koninklijk. De decennia daarna groeide het bedrijf en werden ook overnames gepleegd, waaronder Academic Service in 2015, Uitgeverij de Tijdstroom in 2018, Management Impact in 2019, Lemion in 2019. 
In 2017 werd Boom uitgevers Nieuwsmedia (voorheen Boom regionale uitgevers), de tak die kranten uitgeeft, verkocht aan NDC mediagroep.